# Старый Схаубург
О ныне существующем муниципальном театре Амстердама см. Схаубург
«Схаубург» (нидерл. Schouwburg) — первый постоянный театр в Нидерландах. Стоял на берегу амстердамского канала Кейзерсграхт (дом № 384). Театр был построен по образу и подобию театра «Олимпико» Андреа Палладио. В настоящее время на этом месте находится отель The Dylan.

## История
Театр был построен в 1637 году Якобом ван Кампеном, который также придумал для него название «Схаубург». Театр заменил Первую Нидерландскую академию Самуила Костера, ранее находившуюся на этом месте, первоначально созданную для расширения доступа к науке путём проведения лекций на национальном языке вместо латыни (хотя проводились и другие мероприятия, такие как конкурсы живописи). Костер, вместе с драматургом Бредеро, построил деревянное здание академии в 1617 году по образу и подобию итальянских аналогов.
И Костер, и Бредеро были выходцами из риторических кружков, и оба были членами такого кружка «In Liefde Bloeyende». Эти общества развивались в начале XVII века и, изучая поэтические тексты, дали начало современному театру в Нидерландах.

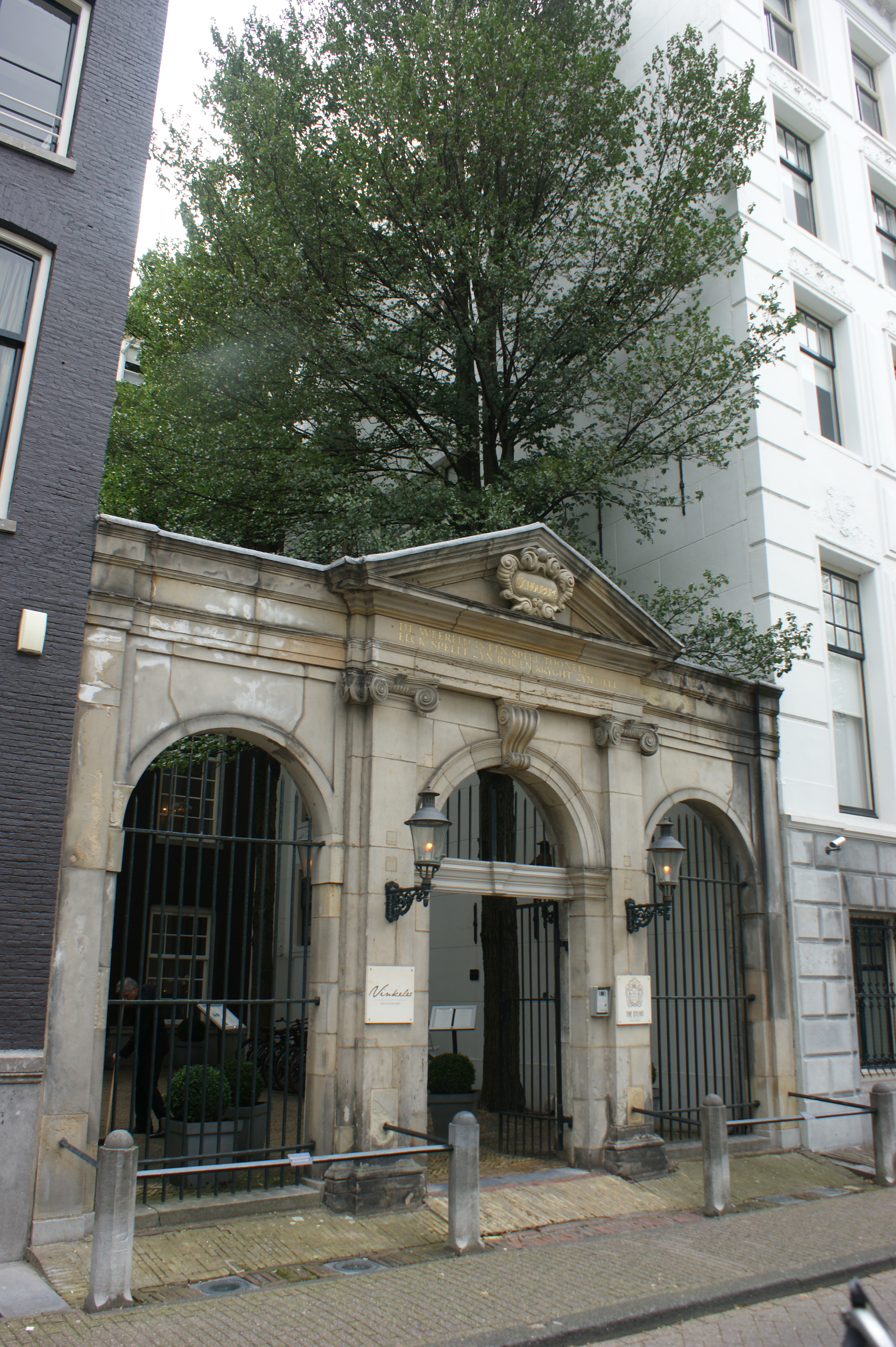
Амстердам, Кейзерсграхт 384, старые входные ворота театра

Амстердам находился в расцвете своего Золотого века, и постепенно начиналось обсуждение вопроса о создании постоянного театрального здания. Ван Кампен, известный как архитектор и проектировщик новой ратуши Амстердама, создал простой постоянный театр по итальянскому проекту того времени, чтобы заменить академию. Этот театр должен был быть открыт 26 декабря 1637 года с постановкой пьесы «Гейсбрехт Амстердамский», специально написанной для этого случая Вонделом. Вондел также написал текст в архитраве входа в театр:
De weereld is een speeltoneel

Elck speelt zijn rol en krijght zijn deel
Мир - это театр,

Каждый играет свою роль и получает по заслугам
Этот вход от первоначального здания всё ещё сохранился.
Однако кальвинистский керкеарад (церковный совет) муниципалитета попытался остановить открытие театра, но это имело лишь временный успех, потому что театр, в конце концов, был всё же открыт 3 января 1638 года, с пьесой Вондела.
Театр Ван Кампена служил до 1664 года, когда стало ясно, что он слишком мал и не соответствует архитектуре барокко 1660-х годов. Театр был временно закрыт в начале Второй англо-голландской войны, а новое здание — в два раза больше старого и отвечавшее требованиям того времени — наконец, открылось в 1665 году.